# Tanytarsus trilobus
Tanytarsus trilobus är en tvåvingeart som beskrevs av Webb 1969. Tanytarsus trilobus ingår i släktet Tanytarsus och familjen fjädermyggor.
Artens utbredningsområde är Ontario. Inga underarter finns listade i Catalogue of Life.